# Aimé Césaire
Aimé Fernand David Césaire (Basse-Pointe, 26 de junho de 1913 — Fort-de-France, 17 de abril de 2008) foi um poeta, dramaturgo, ensaísta e político da negritude.
Além de ser um dos mais importantes poetas surrealistas no mundo inteiro, inclusive no dizer do líder deste movimento, André Breton, Aimé Césaire foi, juntamente com Presidente do Senegal, Léopold Sédar Senghor, o ideólogo do conceito de negritude, sendo a sua obra marcada pela defesa de suas raízes africanas.

## Vida e obra
Filho de um pequeno funcionário e uma costureira, tendo sido um estudante brilhante na Martinica, departamento ultramarino insular francês no Caribe, Césaire conquistou uma bolsa de estudos no Liceu Louis Le Grand, em Paris. Estudante em Paris, junto a outros estudantes, entre ele Léopold Sédar Senghor, funda o jornal L'Étudiant noir " (O Estudante negro), no ano de 1934. Nas páginas deste jornal aparece pela primeira vez o conceito de "negritude", formulando dentro da própria França uma crítica à opressão cultural do sistema colonial francês, não sendo propriamente um projeto político.
Já tendo iniciado a produção da sua obra "Cahier d'un Retour au Pays Natal", casa-se em 1937 e regressa à Martinica em 1939, onde leciona na área de Letras, na escola qual se formou. Na Martinica funda a revista "Tropiques", com um projeto de reapropriação do patrimônio cultural martiniquês.
Tendo Breton passado pela Martinica durante a II Grande Guerra, conhece a poesia, fica fascinado com a poesia de Césaire, e prefacia o livro "Les Armes Miraculeuses" (As Armas Miraculosas) de 1941.
Unido agora ao Surrealismo, Césaire viaja ao Haiti como adido cultural, e sua estada lá passará a marcar sua obra, inspirando-se no único país que conquistou a sua independência através de uma revolução feita por escravos negros.

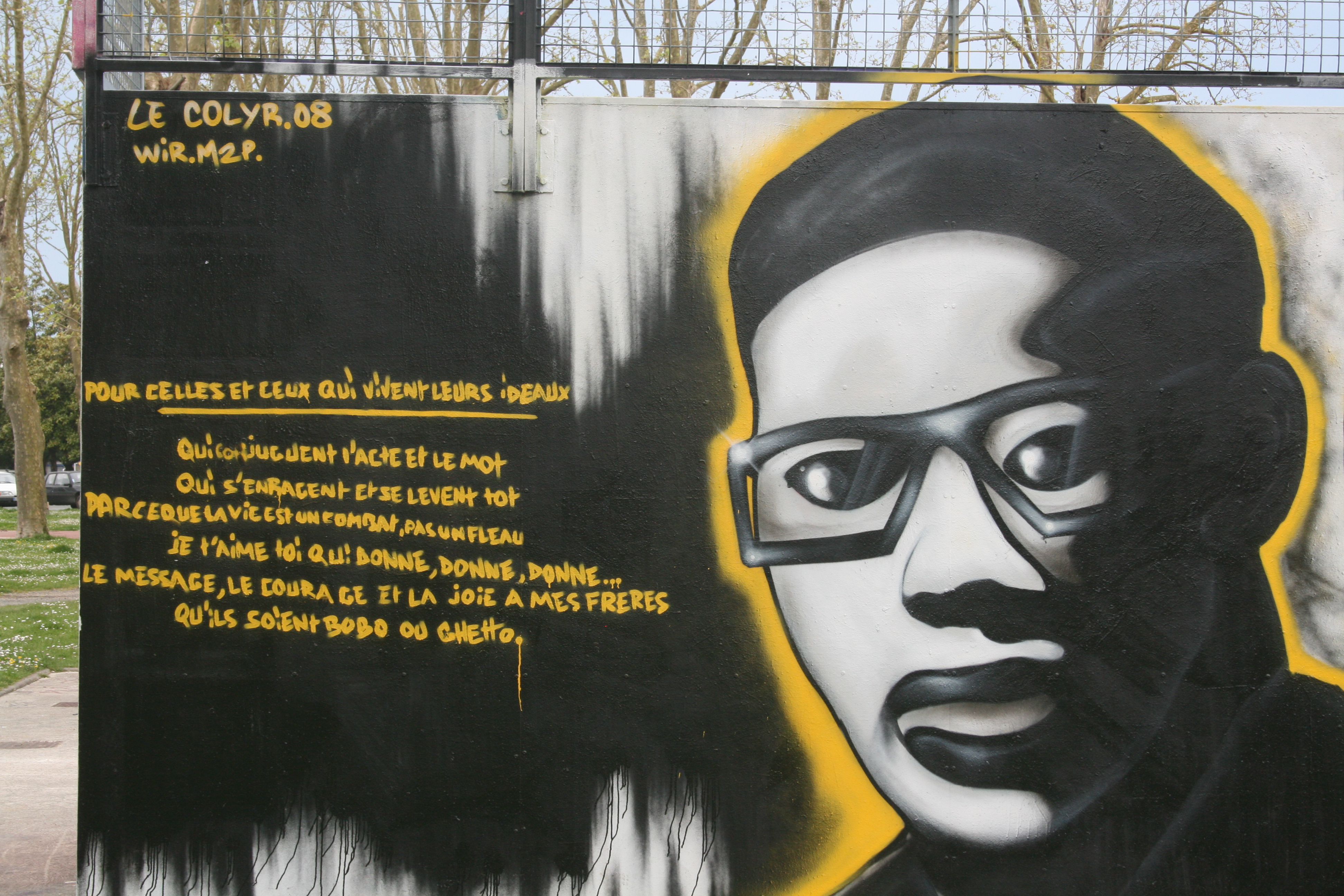
Grafitti em homenagem a Aimé Césaire, no skatepark de Royan

Retornando à Martinica, embora o centro de sua vida fosse, então, a vida literária, foi pressionado pelas lideranças comunistas, que viam nele um símbolo. A partir daí, foi presidente da câmara (prefeito) de Fort-de-France e deputado, entre 1945 e 2001 e fundador de um partido chamado "progressista", decidido a instaurar a autonomia e um socialismo independente na Martinica, contrário ao comunismo tendente ao colonialismo de Stálin.
Em 1946, o político Césaire seria o relator da lei que elevava à categoria de Departamentos Franceses várias das suas colônias ultramarinas.
Em 1950, funda, em Paris, a revista Presence Africaine (Presença Africana), onde publica Discurso sobre o colonialismo, tecendo uma dura crítica ao colonialismo e ao racismo europeu, comparando-os ao nazismo, e conclamando os intelectuais europeus a se manifestarem sobre o assunto.
Sempre próxima do Surrealismo, embora mais precisa e concisa, portanto mais racional na construção do texto, a partir de um dado momento, a obra de Césaire era considerada por ele próprio mais influenciada por Rimbaud e Lautréamont, precursores do Surrealismo, além de Mallarmé e a poesia negra dos EUA.
Sua obra foi traduzida para várias línguas como o inglês, o alemão, o espanhol, etc, sendo sua obra reconhecida através de vários colóquios organizados no mundo inteiro.

## Obras
Obras completas
- Œuvres complètes (três volumes), Fort-de-France, 1976.

Poesia
- Cahier d'un retour au pays natal, Paris, 1939
- Les Armes miraculeuses 1946
- Soleil cou coupé 1947
- Corps perdu (desenhos de Picasso), Paris, 1950
- Ferrements, Paris, 1960
- Cadastre, Paris, 1961
- Moi, laminaire, Paris, 1982
- La Poésie, Paris, 1994

Teatro
- Et les chiens se taisaient, Paris, 1958
- La Tragédie du roi Christophe, París, 1963
- Une saison au Congo, París, 1966
- Une tempête, d'après 'La Tempête de William Shakespeare: adaptation pour un théâtre nègre), París, 1969

Ensaios
- Esclavage et colonisation, París, 1948.
- Discours sur le colonialisme, Paris, 1955.
- Discours sur la négritude, 1987

História
- Toussaint Louverture, La révolution Française et le problème colonial, París, 1962

Áudio
- Aimé Césaire, Paris, "Les Voix de l'écriture", 1994

## Filmografia
- 1976: Martinique, Aimé Césaire, un homme une terre (52mn — documentário de Sarah Maldoror escrito por Michel Leiris), CRS, “Les amphis de la cinquième”
- 1986: Miami, Martinique, Aimé Césaire, le masque des mots (52mn — documentário de Sarah Maldoror)
- 1994: Aimé Césaire, une voix pour l'histoire (quatro partes), de Euzhan Palcy